# 国鉄9400形蒸気機関車

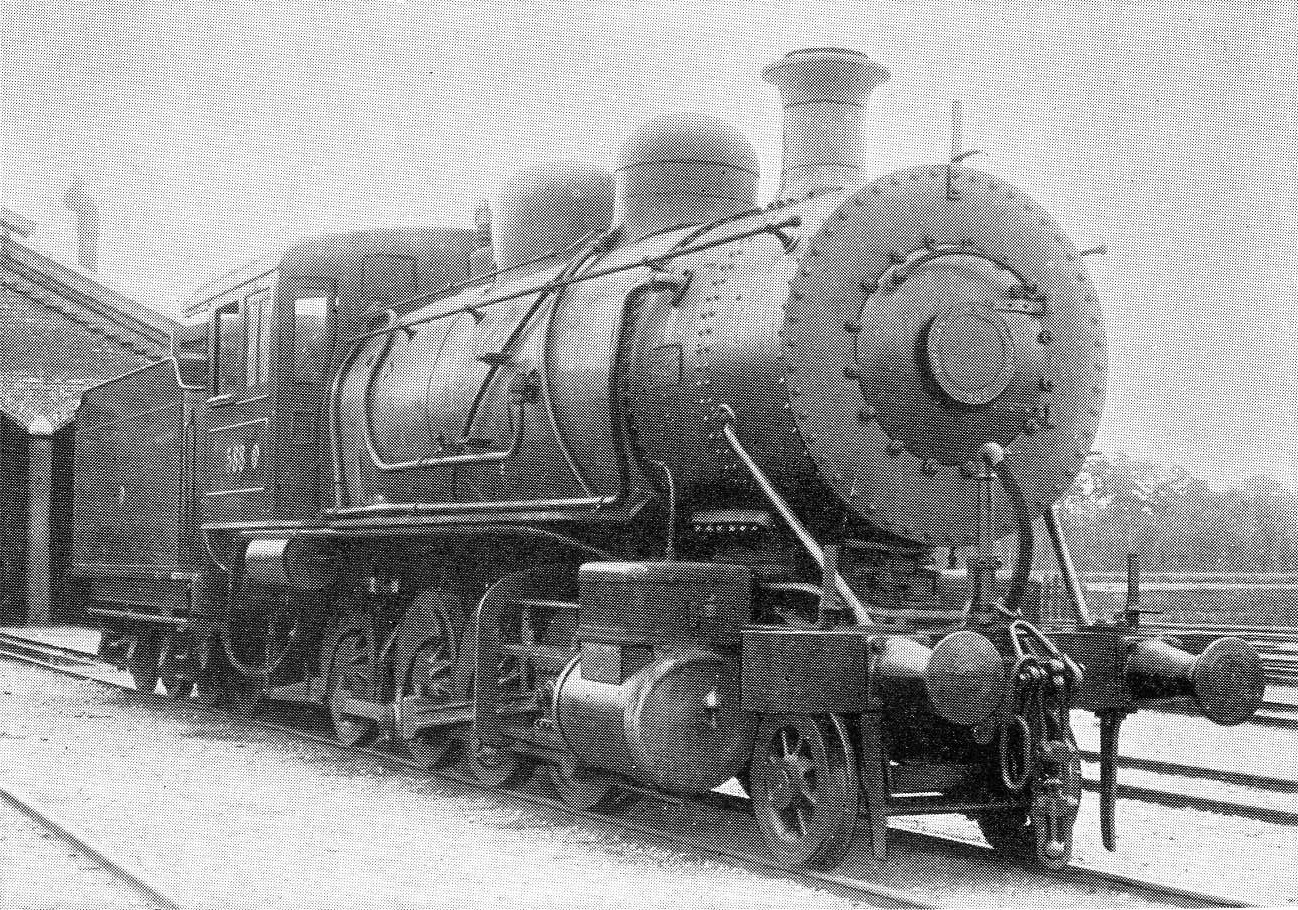
日本鉄道Rt4/5形（後の鉄道院9400形）

国鉄9400形蒸気機関車は、かつて日本国有鉄道の前身である鉄道院に在籍した、貨物列車牽引用のテンダ式蒸気機関車である。元は日本鉄道が1906年（明治39年）にアメリカ合衆国のアメリカン・ロコモティブ（アルコ）社から12両を輸入したものである。

## 概要
12両（製造番号41261 - 41272）を1906年に輸入したもので、アルコ社のロジャーズ工場製である。日本鉄道ではRt4/5形（588 - 599）と称した。同年に日本鉄道が国有化されたため、使用開始は国有化後となった。1909年に制定された鉄道院の車両形式称号規程では、9400形（9400 - 9411）に改められた。
同時期に日本鉄道が計画、輸入したボールドウィン社製のBt4/5形（後の鉄道院9300形）とともに、1897年に輸入した「ミカド」Bt4/6形（後の鉄道院9700形）の後継として製造したものであるが、寸法的には一回り小柄で、車軸配置を2-8-0（1D＝コンソリデーション）とし、ボイラー中心高さを上げることで火室を台枠上に載せ、Bt4/6形以上の高性能を発揮するよう設計している。これは、Bt4/6形の火格子面積が全伝熱面積に比べて大きすぎ、効率の悪い機関車であったことがある。
太いストレートトップ型のボイラーを持ち、第1缶胴上に砂箱、第2缶胴上に蒸気ドームが設けられ、火室上に台座を設けて安全弁と汽笛を装備した。煙室は長く、前端梁との間には支柱（ブレース）が渡されている。また、火室を避けるため、第3動輪と第4動輪の間が大きく開いているのが特徴である。Bt4/5形とは、運転室やドームの形状に特徴が出ており、Bt4/5形が背が低く、スマートな印象であるのに比べて、本形式は背が高く鈍重な印象である。ボイラー上のドームは単純な形状であり、煙室扉は小さい。
炭水車（テンダー）は、2軸ボギー台車を2個備える4軸式である。

### 主要諸元
- 全長 : 16,358mm
- 全高 : 3,756mm
- 軌間 : 1,067mm
- 車軸配置 : 2-8-0(1D) - コンソリデーション
- 動輪直径 : 1,143mm(3'10")
- 弁装置 : スチーブンソン式アメリカ形
- シリンダー（直径×行程） : 457mm×610mm
- ボイラー圧力 : 12.7kg/cm2
- 火格子面積 : 2.32m2
- 全伝熱面積 : 166.8m2
  - 煙管蒸発伝熱面積 : 158.1m2
  - 火室蒸発伝熱面積 : 8.6m2
- ボイラー水容量 : 5.9m3
- 小煙管（直径×長サ×数） : 51mm×3,962mm×250本
- 機関車運転整備重量 : 55.49t
- 機関車空車重量 : 48.28t
- 機関車動輪上重量（運転整備時） : 49.55t
- 機関車動輪軸重（第3動輪上） : 13.00t
- 炭水車運転整備重量 : 35.43t
- 炭水車空車重量 : 17.51t
- 水タンク容量 : 13.61m3
- 燃料積載量 : 5.49t
- 機関車性能
  - シリンダ引張力 : 12,300kg
- ブレーキ方式 : 手ブレーキ、真空ブレーキ

## 経歴
使用開始後は、平、水戸、田端に配属され、常磐線で貨物列車を牽引した。その後、奥羽本線に移り、秋田、新庄、仙台に配置された。廃車は1925年（大正14年）から1927年（昭和2年）で、民間への払い下げや保存はなかった。大型であったのと、過熱式機関車への移行期であったことが、本形式の寿命を縮めることになってしまった。
9405は、1925年に磐越線の25パーミル勾配での脱線試験で、砂利の中に突っ込ませて、復旧させる試験に供されている。